# Nave (Sabugal)
Nave é uma povoação portuguesa sede da Freguesia de Nave do Município do Sabugal, freguesia com 19,78 km² de área e 230 habitantes (censo de 2021), tendo, por isso, uma densidade populacional de 11,6 hab./km².
A Aldeia da Dona faz parte da freguesia.
Do seu património cultural e edificado destaca-se a igreja matriz de invocação a Nossa Senhora da Conceição, as Capelas de Santo António, do Santo Cristo e a Via Sacra. Sabe-se que a aldeia da Nave foi totalmente incendiada no século XVII, numa razia castelhana.

## Demografia
A população registada nos censos foi:
| Distribuição da População por Grupos Etários | Distribuição da População por Grupos Etários | Distribuição da População por Grupos Etários | Distribuição da População por Grupos Etários | Distribuição da População por Grupos Etários |
| -------------------------------------------- | -------------------------------------------- | -------------------------------------------- | -------------------------------------------- | -------------------------------------------- |
| Ano                                          | 0-14 Anos                                    | 15-24 Anos                                   | 25-64 Anos                                   | > 65 Anos                                    |
| 2001                                         | 22                                           | 16                                           | 100                                          | 135                                          |
| 2011                                         | 14                                           | 16                                           | 85                                           | 115                                          |
| 2021                                         | 14                                           | 16                                           | 82                                           | 118                                          |

## Património
- Igreja Paroquial de Nossa Senhora da Conceição
- Igreja de Santo António
- Capela de Santo Cristo
- Capela de Aldeia da Dona
- Capela de Santo André
- Capela de São Domingos
- Via Sacra

## Festas e Romarias
- Santo Amaro, na Aldeia da Dona (15 de janeiro)
- Santo Cristo, na Nave (3 de maio)
- Santo António, na Aldeia da Dona (12 e 13 de agosto)
- Santo António, na Nave (12 e 13 de agosto)
- Capeia Arraiana, na Nave (14 de agosto)